# Kid Norfolk
Kid Norfolk (* 10. Juli 1893 in Belmont, Virginia, USA, als William Ward; † 15. April 1968) war ein US-amerikanischer Boxer im Halbschwergewicht. Sein Manager war Leo Flynn.
Der 1,73 Meter große und robust gebaute Linksausleger, der sich nie einen Weltmeisterschaftsgürtel erkämpfen konnte, wurde im Jahre 2007 in die International Boxing Hall of Fame aufgenommen. Er bestritt mehr 113 Kämpfe, von denen er 84 gewann – davon 47 durch K. o.